# Ubaldo Lay
Ubaldo Lay (14 de abril de 1917 – 27 de septiembre de 1984) fue un actor teatral, cinematográfico y televisivo de nacionalidad italiana.

## Biografía
Nacido en Roma, Italia, su verdadero nombre era Ubaldo Bussa. Tras su debut en espectáculos del Gruppo Universitario Fascista (el primero de los cuales fue Una bella domenica di settembre, de Ugo Betti, con dirección de Riccardo Mantoni) se matriculó, gracias a Silvio D'Amico, en la Accademia Nazionale d'Arte Drammatica. Sin embargo, hubo de interrumpir sus estudios al iniciarse la Segunda Guerra Mundial, durante la cual sirvió como oficial de infantería en el frente de Yugoslavia.
Tras el Armisticio entre Italia y las fuerzas armadas aliadas en 1943, junto a su amigo Alberto Ciambricco llegó a Bari, donde prestó su voz para las trasmisiones radiofónicas controladas por los aliados. 
En 1946, tras licenciarse en Derecho, debutó en el Teatro Quirino de Roma en la revista musical Niente abbasso, solo evviva, en la que actuaban Luigi Cimara, Anna Proclemer, Alberto Bonucci y Vittorio Caprioli, formando parte después de la compañía Elsa Merlini-Filippo Scelzo.
En 1945 había vuelto a la radio, al ser llamado por Guglielmo Morandi para formar parte de la compañía teatral de Radio Roma: a lo largo de ocho años tomó parte en 2000 transmisiones, con obras como Non ti conosco più (de Aldo De Benedetti, 1947), Racconti dell'incubo (de Edgar Allan Poe, 1953), El retrato de Dorian Gray (de Oscar Wilde, 1949) y Questo piccolo mondo (de Noel Coward, 1949, dirigida por Umberto Benedetto).
Dotado de una voz inconfundible, también trabajó en la radio italiana de Nueva York (1950-51). Tras haber hecho papeles de reparto en el cine en filmes como Totò sceicco, de Mario Mattoli (1950), y Un giorno in pretura, de Steno (1953), debutó en televisión con Dopo cena (1954, la primera comedia de la TV italiana), junto a Marisa Mantovani. Participó, además, en 1956 en la producción televisiva L'alfiere, adaptación de la novela de Carlo Alianello, y en 1957 fue Mason en Jane Eyre, adaptación televisiva de la célebre novela de Charlotte Brontë.
En 1959 conquistó al público con las andanzas del  teniente Sheridan en Giallo club. Invito al poliziesco, personaje sobre el cual se produjeron tres series televisivas. En 1963 apareció en la adaptación a la televisión de Crimen y castigo, y en 1965 en David Copperfield. Siguió siendo el teniente Sheridan hasta 1972, cuando, en el último episodio La donna di picche, resultó herido de bala (hecho que, en la ficción escénica, simbolizaba el epílogo de la serie que comprendía La donna di cuori, La donna di quadri y La donna di fiori).
Tras los éxitos televisivos, volvió de manera esporádica a la radio, actuando en Alessandro Magno (1973) y La luna nel pozzo, con Michele Mirabella (1979). Reapareció en video, tras doce años de "convalecencia", como teniente, ahora retirado, en la miniserie Indagine sui sentimenti (1984), su última actuación en televisión.
Lay fue también activo en tareas de doblaje, sobre todo en las compañías ODI y Attori Riuniti Sincronizzatori. En 1944 se había casado con Olga Bogaro, nacida en Mesagne, ciudad en la cual el actor había vivido largo tiempo y en la cual fue sepultado, tras fallecer en Roma en 1984 a causa de una hemorragia cerebral. Tenía 67 años de edad.

## Selección de su filmografía
- Montecassino, de Arturo Gemmiti (1946)
- Totò sceicco, de Mario Mattoli (1950)
- Solo per te Lucia, de Franco Rossi (1952)
- I tre corsari, de Mario Soldati (1952)
- Jolanda, la figlia del Corsaro Nero, de Mario Soldati (1952)
- L'ingiusta condanna, de Giuseppe Masini (1952)
- Un giorno in pretura, de Steno (1953)
- Totò all'inferno, de Camillo Mastrocinque (1954)
- Cheri Bibi, de Marcello Pagliero (1954)
- Napoli è sempre Napoli, de Armando Fizzarotti (1954)
- Il canto dell'emigrante, de Andrea Forzano (1955)
- Terrore sulla città, de Anton Giulio Majano (1956)
- Giovanni dalle Bande Nere, de Sergio Grieco (1956)
- La scimitarra del Saraceno, de Piero Pierotti (1959)
- Chiamate 22-22 Tenente Sheridan, de Giorgio Bianchi (1960)
- Il figlio del circo, de Sergio Grieco (1963)
- Totò Ciak, de Daniele D'Anza (1967)
- Provaci anche tu Lionel, de Roberto Bianchi Montero (1974)
- L'esorciccio, de Ciccio Ingrassia (1975)

## Radio
- Il matrimonio di Sganarello, de Molière, dirección de Guglielmo Morandi, 20 de noviembre de 1945.
- Tutto questo è finito, de Jack Alldridge, con Ubaldo Lay, Guido Notari y Gianfranco Bellini. Dirección de Guglielmo Morandi, 11 de junio de 1946.
- Gli innamorati, de Carlo Goldoni, con Andreina Pagnani, Nella Maria Bonora y Ubaldo Lay. Dirección de Pietro Masserano Taricco, 13 de junio de 1946.
- Ludro e la sua gran giornata, de Francesco Augusto Bon, dirección de Guglielmo Morandi, 30 de noviembre de 1946.
- Giovanna D'Arco, de Charles Peguy, dirección de Anton Giulio Majano, 15 de mayo de 1950.
- L'uomo della luce, de Ezio D'Errico, dirección de Guglielmo Morandi, 22 de mayo de 1950.
- La bugiarda meravigliosa, de Gian Francesco Luzi, dirección de Anton Giulio Majano, 25 de mayo de 1950.
- L'Arlesiana, de Alphonse Daudet, dirección de Alberto Casella, 27 de mayo de 1950.
- Le furie, de Alberto Casella, con Ubaldo Lay, Nella Maria Bonora y Riccardo Cucciolla. Dirección de Alberto Casella, 15 de junio de 1950.
- La zapatera prodigiosa, de Federico García Lorca, dirección de Guglielmo Morandi, 7 de abril de 1957.
- Daniele tra i leoni, de Guido Cantini, dirección de Anton Giulio Majano, 28 de abril de 1958.
- Secondo me, programa diario de la RAI transmitido en 1976, con dirección de Riccardo Mantoni.

## Televisión
- Così è se vi pare, de Luigi Pirandello, con Adolfo Pesca, Nino Bianchi y Ubaldo Lay. Dirección de Mario Landi, 15 de enero de 1954.
- Daniele fra i leoni, con Annabella Besi, Giovanna Segale y Ubaldo Lay. Dirección de Anton Giulio Majano, 14 de octubre de 1955.
- La finestra illuminata, de Alessandro Varaldo, con Franco Berardi, Jolanda Verdirosi y Ubaldo Lay. Dirección de Luigi Di Gianni, 18 de marzo de 1958.
- I fiodalisi d'oro, de Giovacchino Forzano, con Francesca Benedetti, Milla Vannucci y Ubaldo Lay. Dirección de Guglielmo Morandi, 22 de agosto de 1958.
- Romeo Bar, de Guglielmo Giannini, con Giotto Tempestini, Lauro Gazzolo y Ubaldo Lay. Dirección de Anton Giulio Majano, 5 de septiembre de 1958.